# Felipe Félix
Felipe Félix (nacido el 20 de abril de 1985) es un futbolista brasileño que se desempeña como delantero.
Jugó para clubes como el Pampilhosa, SCU Torreense, Odivelas, PFC Spartak de Nalchik, FK Baku, Leixões, Ferencvárosi, Consadole Sapporo, Kyoto Sanga FC y Giravanz Kitakyushu.

## Trayectoria

### Clubes
| Club                      | País       | Año         |
| ------------------------- | ---------- | ----------- |
| Pampilhosa                | Portugal   | 2005 - 2006 |
| SCU Torreense             | Portugal   | 2006        |
| Odivelas                  | Portugal   | 2007        |
| Pampilhosa                | Portugal   | 2007        |
| PFC Spartak de Nalchik    | Rusia      | 2008 - 2010 |
| FK Baku                   | Azerbaiyán | 2009        |
| Rio Branco                | Brasil     | 2010        |
| Leixões                   | Portugal   | 2010 - 2011 |
| Ferencvárosi              | Hungría    | 2011        |
| Caldense                  | Brasil     | 2012        |
| Novo Hamburgo             | Brasil     | 2012        |
| Novorizontino             | Brasil     | 2013        |
| Consadole Sapporo         | Japón      | 2013        |
| Beijing Enterprises Group | China      | 2014        |
| Xinjiang Tianshan Leopard | China      | 2015        |
| Kyoto Sanga FC            | Japón      | 2015        |
| Giravanz Kitakyushu       | Japón      | 2018        |